# Iolaphilus usambara
Iolaphilus usambara är en fjärilsart som beskrevs av Henry Stempffer 1961. Iolaphilus usambara ingår i släktet Iolaphilus och familjen juvelvingar. Inga underarter finns listade i Catalogue of Life.